# Campionati del mondo di ciclismo su pista 2017 - Velocità maschile
La gara di velocità maschile ai Campionati del mondo di ciclismo su pista 2017 si è svolta il 14 e il 15 aprile 2017.

## Podio
| Pos.    | Atleta           | Nazionalità   |
| ------- | ---------------- | ------------- |
| Oro     | Denis Dmitriev   | Russia        |
| Argento | Harrie Lavreysen | Paesi Bassi   |
| Bronzo  | Ethan Mitchell   | Nuova Zelanda |

## Risultati

### Qualificazioni
I migliori quattro tempi si qualificano per gli ottavi di finale, gli atleti tra il quinto ed il ventottesimo posto si qualificano per i sedicesimi di finale.
| Posizione | Atleta              | Nazione           | Tempo  | Gap    | Note |
| --------- | ------------------- | ----------------- | ------ | ------ | ---- |
| 1         | Denis Dmitriev      | Russia            | 9.645  |        | Q    |
| 2         | Max Niederlag       | Germania          | 9.665  | +0.020 | Q    |
| 3         | Sebastien Vigier    | Francia           | 9.753  | +0.108 | Q    |
| 4         | Ethan Mitchell      | Nuova Zelanda     | 9.767  | +0.122 | Q    |
| 5         | Matthew Glaetzer    | Australia         | 9.815  | +0.170 | q    |
| 6         | Harrie Lavreysen    | Paesi Bassi       | 9.832  | +0.187 | q    |
| 7         | Ryan Owens          | Gran Bretagna     | 9.865  | +0.220 | q    |
| 8         | Andriy Vynokurov    | Ucraina           | 9.870  | +0.225 | q    |
| 9         | Sam Webster         | Nuova Zelanda     | 9.879  | +0.234 | q    |
| 10        | Hugo Barrette       | Canada            | 9.892  | +0.247 | q    |
| 11        | Kamil Kuczyński     | Polonia           | 9.895  | +0.250 | q    |
| 12        | Pavel Yakushevskiy  | Russia            | 9.911  | +0.266 | q    |
| 13        | François Pervis     | Francia           | 9.948  | +0.303 | q    |
| 14        | Vasilijus Lendel    | Lituania          | 9.958  | +0.313 | q    |
| 15        | Callum Skinner      | Gran Bretagna     | 9.969  | +0.324 | q    |
| 16        | Patrick Constable   | Australia         | 9.975  | +0.330 | q    |
| 17        | Fabián Puerta       | Colombia          | 9.982  | +0.337 | q    |
| 18        | Xu Chao             | Cina              | 9.991  | +0.346 | q    |
| 19        | Edward Dawkins      | Nuova Zelanda     | 9.996  | +0.351 | q    |
| 20        | Pavel Kelemen       | Rep. Ceca         | 10.003 | +0.358 | q    |
| 21        | Rafał Sarnecki      | Polonia           | 10.005 | +0.360 | q    |
| 22        | Jair Tjon En Fa     | Suriname          | 10.038 | +0.393 | q    |
| 23        | Azizulhasni Awang   | Malaysia          | 10.057 | +0.412 | q    |
| 24        | Theo Bos            | Paesi Bassi       | 10.061 | +0.416 | q    |
| 25        | Juan Peralta Gascón | Spagna            | 10.083 | +0.438 | q    |
| 26        | Eric Engler         | Germania          | 10.083 | +0.438 | q    |
| 27        | Sandor Szalontay    | Ungheria          | 10.084 | +0.439 | q    |
| 28        | Santiago Ramírez    | Colombia          | 10.105 | +0.460 | q    |
| 29        | Kirill Samusenko    | Russia            | 10.144 | +0.499 |      |
| 30        | David Sojka         | Rep. Ceca         | 10.156 | +0.511 |      |
| 31        | Tomoyuki Kawabata   | Giappone          | 10.158 | +0.513 |      |
| 32        | Diego Peña          | Colombia          | 10.427 | +0.782 |      |
| 33        | Kwesi Browne        | Trinidad e Tobago | 10.452 | +0.807 |      |

### Sedicesimi di finale
I vincitori di ogni batteria si qualificano per gli ottavi di finale
| Batteria | Posizione | Atleta              | Nazione       | Gap    | Note |
| -------- | --------- | ------------------- | ------------- | ------ | ---- |
| 1        | 1         | Matthew Glaetzer    | Australia     |        | Q    |
| 1        | 2         | Santiago Ramírez    | Colombia      | +0.143 |      |
| 2        | 1         | Harrie Lavreysen    | Paesi Bassi   |        | Q    |
| 2        | 2         | Sandor Szalontay    | Ungheria      | +0.719 |      |
| 3        | 1         | Ryan Owens          | Gran Bretagna |        | Q    |
| 3        | 2         | Eric Engler         | Germania      | +0.178 |      |
| 4        | 1         | Andriy Vynokurov    | Ucraina       |        | Q    |
| 4        | 2         | Juan Peralta Gascón | Spagna        | +0.038 |      |
| 5        | 1         | Sam Webster         | Nuova Zelanda |        | Q    |
| 5        | 2         | Theo Bos            | Paesi Bassi   | +0.120 |      |
| 6        | 1         | Hugo Barrette       | Canada        |        | Q    |
| 6        | 2         | Azizulhasni Awang   | Malaysia      | +0.180 |      |
| 7        | 1         | Jair Tjon En Fa     | Suriname      |        | Q    |
| 7        | 2         | Kamil Kuczyński     | Polonia       | +0.264 |      |
| 8        | 1         | Pavel Yakushevskiy  | Russia        |        | Q    |
| 8        | 2         | Rafał Sarnecki      | Polonia       | +0.032 |      |
| 9        | 1         | François Pervis     | Francia       |        | Q    |
| 9        | 2         | Pavel Kelemen       | Rep. Ceca     | +0.135 |      |
| 10       | 1         | Edward Dawkins      | Nuova Zelanda |        | Q    |
| 10       | 2         | Vasilijus Lendel    | Lituania      | +0.237 |      |
| 11       | 1         | Callum Skinner      | Gran Bretagna |        | Q    |
| 11       | 2         | Xu Chao             | Cina          | +0.038 |      |
| 12       | 1         | Patrick Constable   | Australia     |        | Q    |
| 12       | 2         | Fabián Puerta       | Colombia      | +0.205 |      |

### Ottavi di finale
I vincitori di ogni batteria si qualificano per i quarti di finale
| Batteria | Posizione | Atleta             | Nazione       | Gap    | Note |
| -------- | --------- | ------------------ | ------------- | ------ | ---- |
| 1        | 1         | Denis Dmitriev     | Russia        |        | Q    |
| 1        | 2         | Patrick Constable  | Australia     | +0.632 |      |
| 2        | 1         | Max Niederlag      | Germania      |        | Q    |
| 2        | 2         | Callum Skinner     | Gran Bretagna | +0.070 |      |
| 3        | 1         | Edward Dawkins     | Nuova Zelanda |        | Q    |
| 3        | 2         | Sebastien Vigier   | Francia       | +0.011 |      |
| 4        | 1         | Ethan Mitchell     | Nuova Zelanda |        | Q    |
| 4        | 2         | François Pervis    | Francia       | +1.890 |      |
| 5        | 1         | Matthew Glaetzer   | Australia     |        | Q    |
| 5        | 2         | Pavel Yakushevskiy | Russia        | +0.128 |      |
| 6        | 1         | Harrie Lavreysen   | Paesi Bassi   |        | Q    |
| 6        | 2         | Jair Tjon En Fa    | Suriname      | +0.109 |      |
| 7        | 1         | Ryan Owens         | Gran Bretagna |        | Q    |
| 7        | 2         | Hugo Barrette      | Canada        | +0.062 |      |
| 8        | 1         | Sam Webster        | Nuova Zelanda |        | Q    |
| 8        | 2         | Andriy Vynokurov   | Ucraina       | +0.074 |      |

### Quarti di finale
I vincitori di ogni batteria si qualificano per le semifinali
| Batteria | Posizione | Atleta           | Nazione       | Gara 1 | Gara 2 | Gara 3 | Note |
| -------- | --------- | ---------------- | ------------- | ------ | ------ | ------ | ---- |
| 1        | 1         | Denis Dmitriev   | Russia        | X      | X      |        | Q    |
| 1        | 2         | Sam Webster      | Nuova Zelanda | +0.776 | +0.061 |        |      |
| 2        | 1         | Ryan Owens       | Gran Bretagna | X      | +0.014 | X      | Q    |
| 2        | 2         | Max Niederlag    | Germania      | +0.096 | X      | REL    |      |
| 3        | 1         | Harrie Lavreysen | Paesi Bassi   | X      | X      |        | Q    |
| 3        | 2         | Eddie Dawkins    | Nuova Zelanda | +0.677 | +0.004 |        |      |
| 4        | 1         | Ethan Mitchell   | Nuova Zelanda | +0.049 | X      | X      | Q    |
| 4        | 2         | Matthew Glaetzer | Australia     | X      | +0.062 | REL    |      |

- REL = Relegati (retrocessi)

### Semifinali
I vincitori di ogni batteria si qualificano alla finale per l'oro, gli altri a quella del bronzo
| Batteria | Posizione | Atleta           | Nazione       | Gara 1 | Gara 2 | Gara 3 | Note |
| -------- | --------- | ---------------- | ------------- | ------ | ------ | ------ | ---- |
| 1        | 1         | Denis Dmitriev   | Russia        | X      | X      |        | Q    |
| 1        | 2         | Ethan Mitchell   | Nuova Zelanda | +0.197 | +0.154 |        |      |
| 2        | 1         | Harrie Lavreysen | Paesi Bassi   | X      | X      |        | Q    |
| 2        | 2         | Ryan Owens       | Gran Bretagna | +0.066 | +0.080 |        |      |

### Finale
| Posizione            | Atleta           | Nazione       | Gara 1 | Gara 2 | Gara 3 |
| -------------------- | ---------------- | ------------- | ------ | ------ | ------ |
| Finale per l'oro     |                  |               |        |        |        |
| 1                    | Denis Dmitriev   | Russia        | X      | X      |        |
| 2                    | Harrie Lavreysen | Paesi Bassi   | +0.201 | +0.179 |        |
| Finale per il bronzo |                  |               |        |        |        |
| 3                    | Ethan Mitchell   | Nuova Zelanda | X      | X      |        |
| 4                    | Ryan Owens       | Gran Bretagna | +0.526 | +0.255 |        |